# Huidinfectie
Een huidinfectie is de verzamelnaam voor alle infecties die betrekking hebben op de huid.
De huid kan zowel spontaan als na trauma (ongeval, operatie) ontsteken. Een groot aantal dermatologische aandoeningen wordt veroorzaakt door microbiële infecties: cellulitis, wondroos, furunculose, impetigo, krentenbaard, lymeziekte, ecthyma.
Infecties die ontstaan na trauma of operaties worden vaak veroorzaakt door huidbacteriën zoals Staphylococcus aureus of door bacteriën afkomstig uit straatvuil.
Infecties die ontstaan door operaties zijn complicaties van de operatie en heten postoperatieve wondinfecties. Ook deze worden vaak veroorzaakt door huidbacteriën, maar soms ook door darmbacteriën (na darmchirurgie).
Ook schimmels kunnen huidinfecties veroorzaken zoals luierdermatitis, ringworm en zwemmerseczeem.  Dit worden dermatomycosen genoemd.